# 不動産アナリスト
不動産アナリスト（ふどうさんあなりすと）は、不動産に関する高度なコンサルティング、マネジメント能力を有することを示す為に創設された資格。主催は社団法人全国宅地建物取引業協会連合会(全宅連)。現在は新たな募集が停止されている。

## 受講対象者
1. 全宅連所属の都道府県宅建協会の会員不動産会社の経営者または従業員で宅地建物取引士登録後5年以上の実務経験者
2.（財）不動産流通近代化センターが実施する「不動産コンサルティング技能試験」の合格者

## 取得方法
1年間の集合研修と課題提出等を経て、試験に合格する事が必要。

## 関連資格
- 宅地建物取引士
- 不動産鑑定士
- 不動産コンサルティング技能登録者
- 日本の不動産に関する資格一覧